# 1501 en philosophie
Chronologie de la philosophie
- 1497
- 1498
- 1499
- 1500
- 1501
- 1502
- 1503
- 1504
- 1505

L’année 1501 a été marquée, en philosophie, par les événements suivants :

## Naissances
- 24 septembre à Pavis : Jérôme Cardan (décédé à Rome le 21 septembre 1576) (en italien : Gerolamo Cardano ou Girolamo Cardano, en latin : Hieronymus Cardanus), est un mathématicien, un philosophe, un astrologue, un inventeur et un médecin italien.